# 三洞经书目录
《三洞经书目录》是陆修静编撰的道教历史上第一部经书目录。此书已佚。
该书著录经书的数目说法不一。有人认为18000卷，有人认为18100卷，有人认为1000卷，有人认为虚目1228卷，实为1090卷（这种说法最为研究者认可）。
《三洞经书目录》首次提出了按照经书来源分类的方法，这也成为了此后编辑道教经书目录的指导思想。其地位被认为与佛教历史上首次编纂汉译佛教经录《综理众经目录》类似。